# Vassar Clements

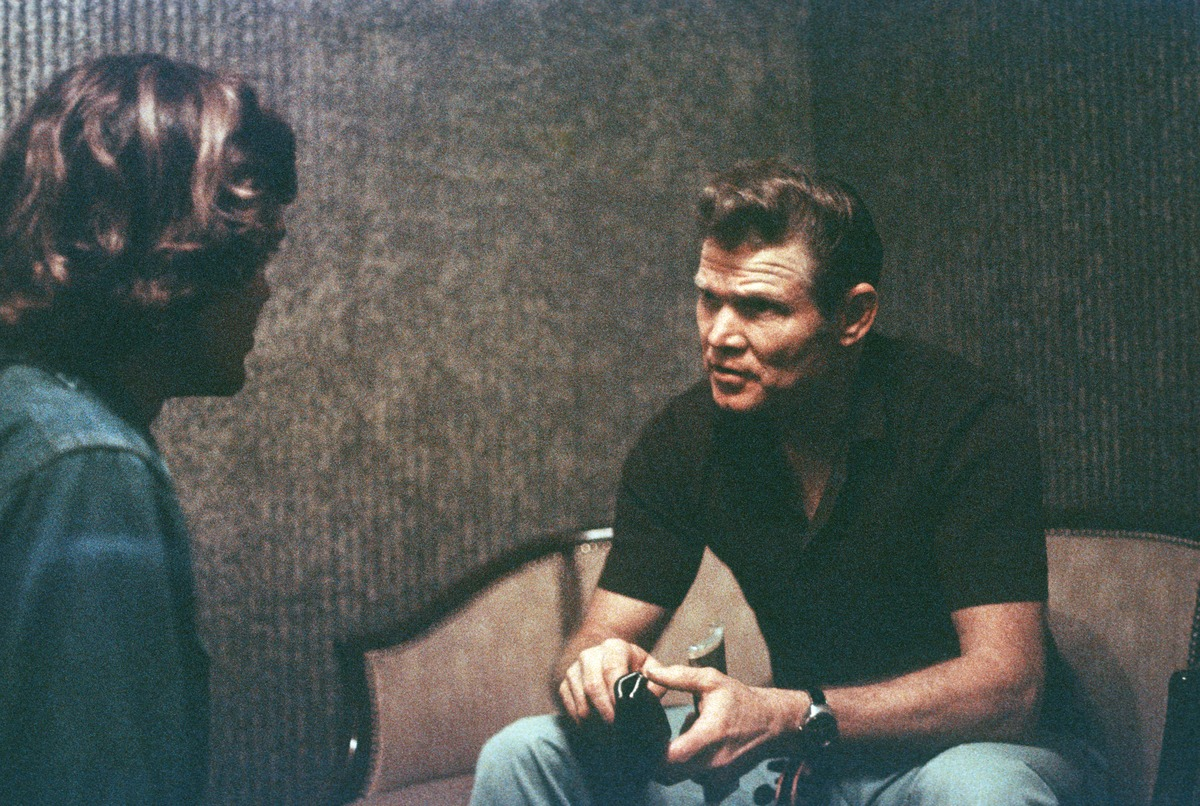
Vassar Clements 1974

Vassar Clements (* 25. April 1928; † 16. August 2005) war ein amerikanischer Fiddlespieler. Der Grammy-Preisträger musizierte im Bereich von Jazz, Swing und Bluegrass. Clements wurde als der Vater des Hillbilly Jazz bezeichnet, da sein Improvisationsstil Elemente des Swing, des traditionellen Jazz und des Bluegrass vereint, zusammen mit Wurzeln im Country und anderen Musiktraditionen.

## Leben
Vassar Clements ist in Florida geboren und aufgewachsen. Er brachte sich im Alter von sieben Jahren das Fiddlespiel selbst bei. Das erste Lied, das er lernte, war There's an Old Spinning Wheel in the Parlor. Bald gründete Clements mit seinen zwei Vettern Red und Gerald eine lokale Stringband. Gerald war der Fiddlespieler, und als dieser heiratete und die Band verließ, übernahm Vassar Clements die Fiddle. In seinen frühen Teenagerjahren traf er Bill Monroe und dessen Bluegrass Boys, als sie Clements' Stiefvater in Florida besuchten (der mit einem Bekannten des Bandmitgliedes Chubby Wise bekannt war). Clements hörte das Fiddlespiel von Chubby Wise und war beeindruckt.
Gegen Ende 1949, als Chubby Wise Bill Monroe verließ, fuhr Clements mit dem Bus zu Monroe, um ihm vorspielen zu dürfen. Als ihm gesagt wurde, dass er am nächsten Tag zurückkehren müsse, war Clements niedergeschlagen, da er weder für ein Hotelzimmer noch für die Rückfahrt Geld hatte. Monroe gab ihm etwas Geld für eine Übernachtung, und nach dem Vorspiel am nächsten Tag wurde Clements als Nachfolger von Wise in die Band aufgenommen. Er blieb sieben Jahre bei Bill Monroe. Aus dieser Zeit stammen Aufnahmen, die er als Mitglied von Bill Monroe and the Bluegrass Boys in den Jahren 1950 und 1951 machte. Bald wurde Vassar Clements als einer der unverkennbarsten, ideenreichsten und populärsten Fiddlespielern in der Bluegrassmusik bekannt. Seine Virtuosität und die Fähigkeit, mehrere verschiedene Genres (darunter Swing und traditionellen Jazz) in seinen Stil zu integrieren machte ihn zu einem Pionier in der Country-Musik und zu einem gesuchten Sessionmusiker.
Er lebte nicht immer von der Musik. In der Mitte der 1960er Jahre hatte er Alkoholprobleme, von denen er sich aber erholen konnte. In dieser Zeit verdiente er seinen Lebensunterhalt eine Zeit lang im Kennedy Space Center in Florida als Klempner. Er arbeitete auch in einer Papiermühle in Georgia und als Weichensteller für die Atlantic Coast Line Railroad; er verkaufte sogar Versicherungen und betrieb einen Convenience Store und besaß ein Franchise-Unternehmen für Kartoffelchips in Huntsville (Alabama).
Nach 1967 kehrte er nach Nashville zurück und arbeitete wieder als Studiomusiker.
1971 trat er John Hartfords Dobrolic Plectral Society bei und traf den Gitarristen Norman Blake und den Dobrospieler Tut Taylor, mit denen er Aero-Plain aufnahm, ein gefeiertes Newgrass-Album aufnahm, das wegbereitend für den neuen Erfolg des Bluegrass-Sounds wurde. Nach weniger als einem Jahr spielte er mit Earl Scruggs; das Duett wurde mit dem Thema der Fernseh-Sitcom The Beverly Hillbillies bekannt.
Sein Auftritt mit der Nitty Gritty Dirt Band auf deren Album Will the Circle Be Unbroken von 1972 (auf dem die Band mit einer Reihe von Bluegrass-Stars spielte) erhöhte seinen Bekanntheitsgrad. Später spielte er auf Grateful Deads Album Wake of the Flood und Jimmy Buffetts A White Sport Coat and a Pink Crustacean. Schließlich nahm er sein erstes Soloalbum auf.
1974 nahm er mit Jerry García, David Grisman, Peter Rowan und John Kahn das Bluegrassalbum Old and in the Way auf. Im selben Jahr spielte er auf Highway Call, einem Solo-Album von Dickey Betts, dem Ex-Gitarristen der Allman Brothers Band.
In seiner fünfzigjährigen Karriere spielte er mit Künstlern von Woody Herman bis Paul McCartney und wurde mindestens fünfmal für den Grammy-Award nominiert. Er trat in Robert Altmans Film Nashville von 1975 und Alan Rudolphs Film Willkommen in Los Angeles auf.
1992 Nahm er ein Duo-Album Together At Last mit Stéphane Grappelli. 2004 trat er mit dem Jazzquartett Third Stream auf
Big-Band- und Swing-Musik waren große Einflüsse auf seine stilistische Entwicklung, und er sagte: „Bands wie Glenn Miller, Les Brown, Tommy Dorsey, Harry James, Artie Shaw waren sehr populär, als ich ein Kind war. Ich liebte immer den Rhythmus, und so kommen wohl Swing und Jazz aus meinem Unterbewusstsein, wenn ich spiele; immer wenn ich übte, versuchte ich, die Big-Band-Klänge, die ich hörte, auf meiner Fiddle nachzubilden.“
Vassar Clements spielte auf über 200 Alben; auf etwa 40 von diesen war er in einer Hauptrolle.
Seine Alben enthielten oft Newgrass-Musik, und das, was Clements Hillbilly Jazz nannte. Sein letztes Album, Livin' With the Blues (erschienen 2004) war seine einzige Bluesaufnahme; dort traten Elvin Bishop, Norton Buffalo, Maria Muldaur als Gäste auf.
Sein Grammy von 2005 für Best Country Instrumental Performance war für Earl's Breakdown der Nitty Gritty Dirt Band and stellte featured Clements, Earl und Randy Scruggs und Jerry Douglas heraus.
Sein letzter Auftritt war am 4. Februar 2005 in Jamestown (New York). Am 16. August 2005 starb er an Lungenkrebs.

## Diskographie
- 1970: Southern Country Waltzes
- 1973: Crossing The Catskills
- 1974: Hillbilly Jazz
- 1975: Vassar Clements
- 1975: Superbow
- 1977: The Bluegrass Session
- 1979:  Nashville Jam (mit Doug Jernigan, Jesse McReynolds & Buddy Spicher)
- 1982: The Man The Legend
- 1984: Westport Drive
- 1984: Country Classics
- 1986: Hillbilly Jazz Rides Again
- 1987:  Together At Last (mit Stephanie Grapelli)
- 1988: And His Hillbilly Jazz
- 1991: Grass Routes
- 1992: Once In A While
- 1994: Sentimental Journey: The Bluegrass~Jazz Experience (mit Ginger Boatwright)
- 1995: Music City USA
- 1996: Vassar's Jazz
- 1998: Back Porch Swing
- 1999: The Bottom Line Encore Collection
- 2001: Full Circle
- 2004: Livin' With The Blues
- 2004: Runaway Fiddle (mit Buddy Spicher)